# 屈隆斯博恩
屈隆斯博恩（發音：[kyːlʊŋsˈbɔɐ̯n] ⓘ）是德国梅克伦堡-前波美拉尼亚州罗斯托克县的城市，面积16.17平方千米，2023年12月31日人口为8,084人。